# Salvatore Pelliccioni
Salvatore Pelliccioni (Coriano, 25 gennaio 1933) è un ex tiratore a volo sammarinese.

## Biografia
Nato a Coriano, in provincia di Rimini, nel 1933, è padre di Alfredo Pelliccioni e Flavio Pelliccioni, entrambi olimpionici per San Marino, il primo per tre Olimpiadi consecutive, da Montréal 1976 a Los Angeles 1984 nel tiro a segno, il secondo a Los Angeles 1984, nella vela.
A 35 anni ha partecipato ai Giochi olimpici di Città del Messico 1968, nella gara di fossa olimpica, chiudendo al 45º posto con 177 punti.